# Steve Stricker
Steve Stricker, född 23 februari 1967, är en amerikansk professionell golfspelare som spelar på PGA Touren. Stricker har tolv stycken PGA Toursegrar och har som bäst varit rankad världstvåa enligt den officiella världsrankingen.
Stricker blev vald som lagkapten för det amerikanska Presidents Cup laget 2017.

## Biografi
Stricker, född 1967 i Edgerton, Wisconsin, spelade golf vid University of Illinois och tog examen 1990 och blev proffs samma år. Stricker spelade under tidigt 1990-tal efter att han blev proffs på PGA Tour Canada och vann 1993 Canadian PGA Championship, och slutade på en delad fjärdeplats på Canadian Open, vilket gjorde att han slutade på en andraplats på PGA Tour Canadas penninglista. Året efter, 1994, började Stricker spela på PGA Touren.
Strickers första seger på PGA Touren kom 1996 då han vann Kemper Open med tre slag och 270 slag (-14 under par) totalt. Han vann senare samma år Motorola Western Open.
Under PGA Championship 1998 på Sahalee Country Club utanför Seattle spelade Stricker i sista boll på söndagen med Vijay Singh som ledde mästerskapet efter 54 hål. Stricker kom på en andraplats, två slag efter Singh som vann på 271 slag (-9 under par). Strickers andraplats i mästerskapet är hans bästa placering i en major; han har slutat på fjärdeplats i British Open 2016 och två femteplatser i US Open (1998 och 1999), samt en sjätteplats i US Masters (2009).
Stricker vann sin tredje (och sin mest prestigefulla) PGA Tourseger i WGC Match Play Championship 2001, som då spelades i Australien, genom att besegra Pierre Fulke med 2&1 i finalmatchen. Segern gav Stricker spelrättigheter på PGA Touren för de tre kommande säsongerna. Efter dåligt spel i flera säsonger, och hans vinststatus från WGC-vinsten 2001 gick ut, förlorade Stricker sina spelrättigheter på PGA Touren efter 2004. Under 2006 spelade Stricker PGA Tourtävlingar genom sponsorinbjudningar, och lyckades spela ihop tillräckligt mycket pengar för att sluta på en 34:e plats på penninglistan, vilket gav honom spelrättigheter på PGA Touren för 2007, samt utmärkelsen Comeback Player of the Year 2006.
Han vann senare sin fjärde seger på touren 2007 i The Barclays, vilket gav honom en plats i 2007 års Presidents Cup. I början av 2008 förlorade Stricker i särspel mot Daniel Chopra i Mercedes Benz Championship, första tävlingen på året. Under Bob Hope Classic 2009 hade Stricker 61 slag på det tredje tävlingsvarvet, och 62 på det fjärde. Tävlingen spelades över 90 hål, men efter de första 72 hålen var Stricker -33 under par, vilket blev nytt PGA Tourrekord med lägsta resultat mot par efter 72 hål. Han gick på 77 slag på sista tävlingsdagen för att sluta på en fjärdeplats.
Stricker vann tre tävlingar 2009: John Deere Classic, Deutsche Bank Championship och Crowne Plaza Invitational at Colonial. Efter vinsten i Deutsche Bank blev Stricker rankad som världstvåa.
I juli 2011 vinner Stricker John Deere Classic för tredje året i rad, vilket gör honom till den tionde spelaren att vinna samma tävling tre år i rad efter andra världskriget. Stricker är även en av två spelare som har vunnit John Deere Classic tre gånger, samtidigt som han innehar (år 2017) det lägsta 72 håls resultatet i tävlingen på 258 slag.
I början av 2013 års säsong meddelade Stricker att han skulle dra ned på tävlandet, och hoppades på att enbart spela 10 eller 12 tävlingar.
Stricker var vicekapten för USA:s Ryder Cup-lag 2014 och 2016.
Stricker började spela på Champions Tour 2017 efter att ha fyllt 50 år i februari, och slutade på en andraplats i sin första tävling på touren, ett slag efter Tom Lehman. Stricker bad USGA om att få en inbjudan till 2017 års US Open som spelades på Erin Hills GC i hans hemstat Wisconsin, men fick avslag. Han kvalificerade sig istället till mästerskapet genom en kvalificeringstävling i Memphis och slutade senare på en delad 16:e plats i US Open.

## Vinster
| No. | Datum        | Tävling                               | Resultat        | Mot par | Segermarginal | Runner(s)-up                                      |
| --- | ------------ | ------------------------------------- | --------------- | ------- | ------------- | ------------------------------------------------- |
| 1   | Maj 26, 1996 | Kemper Open                           | 69-68-65-68=270 | −14     | 3 slag        | Brad Faxon, Scott Hoch, Mark O'Meara, Grant Waite |
| 2   | Jul 7, 1996  | Motorola Western Open                 | 65-69-67-69=270 | −18     | 8 slag        | Billy Andrade, Jay Don Blake                      |
| 3   | Jan 7, 2001  | WGC Match Play Championship           | 2 & 1           | 2 & 1   | 2 & 1         | Pierre Fulke                                      |
| 4   | Aug 26, 2007 | The Barclays                          | 67-67-65-69=268 | −16     | 2 slag        | K. J. Choi                                        |
| 5   | Maj 31, 2009 | Crowne Plaza Invitational at Colonial | 63-63-69-68=263 | −17     | Särspel       | Tim Clark, Steve Marino                           |
| 6   | Jul 12, 2009 | John Deere Classic                    | 71-61-67-64=264 | −20     | 3 slag        | Zach Johnson, Brett Quigley, Brandt Snedeker      |
| 7   | Sep 7, 2009  | Deutsche Bank Championship            | 63-72-65-67=267 | −17     | 1 slag        | Jason Dufner, Scott Verplank                      |
| 8   | Feb 7, 2010  | Northern Trust Open                   | 67-65-66-70=268 | −16     | 2 slag        | Luke Donald                                       |
| 9   | Jul 11, 2010 | John Deere Classic (2)                | 60-66-62-70=258 | −26     | 2 slag        | Paul Goydos                                       |
| 10  | Jun 5, 2011  | Memorial Tournament                   | 68-67-69-68=272 | −16     | 1 slag        | Brandt Jobe, Matt Kuchar                          |
| 11  | Jul 11, 2011 | John Deere Classic (3)                | 66-64-63-69=262 | −22     | 1 slag        | Kyle Stanley                                      |
| 12  | Jan 9, 2012  | Hyundai Tournament of Champions       | 68-63-69-69=269 | −23     | 3 slag        | Martin Laird                                      |

## Lagtävlingar
Professionell
- Dunhill Cup: 1996
- Presidents Cup (som spelare): 1996, 2007, 2009, 2011, 2013
  - Som kapten: 2017
- Ryder Cup: 2008, 2010, 2012